# Димо Кьорчев
Димо Петров Кьорчев е български публицист, политик и литературен критик.

## Биография
Роден е на 19 май 1884 г. в Търново. Записва право в Лайпцигския университет, но поради липса на средства се връща в България. Продължава юридическото си образование в Софийския университет „Св. Климент Охридски“, завършвайки го през 1908 г. Младият юрист една година работи като прокурор в Свищов, а след това като адвокат в столицата. Същевременно Кьорчев се включва активно в обществено-политическия живот на страната. Той е един от видните дейци на Националлибералната партия, а от 1920 г. е неин политически секретар. Пише във вестник „Воля“ (често под псевдонима П. Ератов).
Избран е за народен представител през периода 1914–1919 г. и през 1923–1928 година.
Кьорчев се изявява като литературен критик и публицист. Заедно с Трифон Кунев издава литературния алманах „Южни цветове“ (1907), а с Елин Пелин редактира списание „Слънчоглед“ (1909). В периода 1922–1927 г. издава списание „Пролом“.
Избрани съчинения от творбите на Димо Кьорчев са издадени през 1933-1934 г. под редакцията на Янко Янев. Това е няколко години след кончината му, тъй като той умира на 22 декември 1928 г. в Париж на 44-годишна възраст.

## Идеи
Дълго време Димо Кьорчев изучава философията на Фридрих Ницше, но въпреки това има неопределени позиции по отношение на нея. Същевременно търновският юрист се смята за теоретик на българския индивидуализъм. В съгласие с Ницше той пропагандира, че силният човек трябва да бъде „деятелен“, като само така ще открие истината и ще изгради своя живот. Според него самоусъвършенстването за дадена личност започва, когато тя успее да види във всички свои дела Бога. Той приема свръхчовека за реалност. В съгласие с Ницше Димо Кьорчев осъжда робския морал, т.е. тези, които издигат милосърдието и състраданието в култ. Разкривайки противоречивата си натура, търновският политик в статията „Исус“ посочва, в противовес на горното, че състраданието ражда прогрес и е предпоставка за „здрав обществен живот и мирно индивидуализирано самоусъвършенстване“. Неговото име е предложено за знаме на ницшеанството в Царство България от д-р Янко Янев, друг активен пропагандатор на Ницше в страната. Считан е за теоретик на българския символизъм.